# Esteban Hernández Jiménez
Esteban Hernández Jiménez (Madrid, 1965) és un escriptor, advocat, periodista i analista polític espanyol. Treballa com a columnista per a El Confidencial. En les seves obres ha tractat les tortuositats de l'economia capitalista contemporània i la batalla ideològica que opera dins de la societat actual.

## Obres
- Hernández, Esteban. El fin de la clase media.  Madrid: Clave Intelectual, 2014.[4]
- Hernández, Esteban. Nosotros o el caos. Así es la derecha que viene.  Deusto, 2015.[5]
- Hernández, Esteban. Los límites del deseo. Instrucciones de uso del capitalismo del siglo XXI.  Madrid: Clave Intelectual, 2016.[6][7]
- Hernández, Esteban. El tiempo pervertido. Derecha e izquierda en el siglo XXI.  Tres Cantos: Akal, 2018.[8]